# Bunsenbrenner
Der Bunsenbrenner ist ein kleiner Gasbrenner, bei dem das Brenngas nach dem Prinzip einer Strahlpumpe die Verbrennungsluft teilweise selbst ansaugt.
Der Bunsenbrenner wird neben dem Teclubrenner im chemischen Labor häufig zum Erhitzen von Stoffproben oder Flüssigkeiten benutzt. Der Bunsenbrenner ist nach Robert Wilhelm Bunsen (1811–1899) benannt; die ursprüngliche Erfindung stammt allerdings von Michael Faraday und wurde von Peter Desaga, dem Instrumentenbauer der Universität, 1855 in Heidelberg entscheidend verbessert.

## Aufbau und Funktionsweise

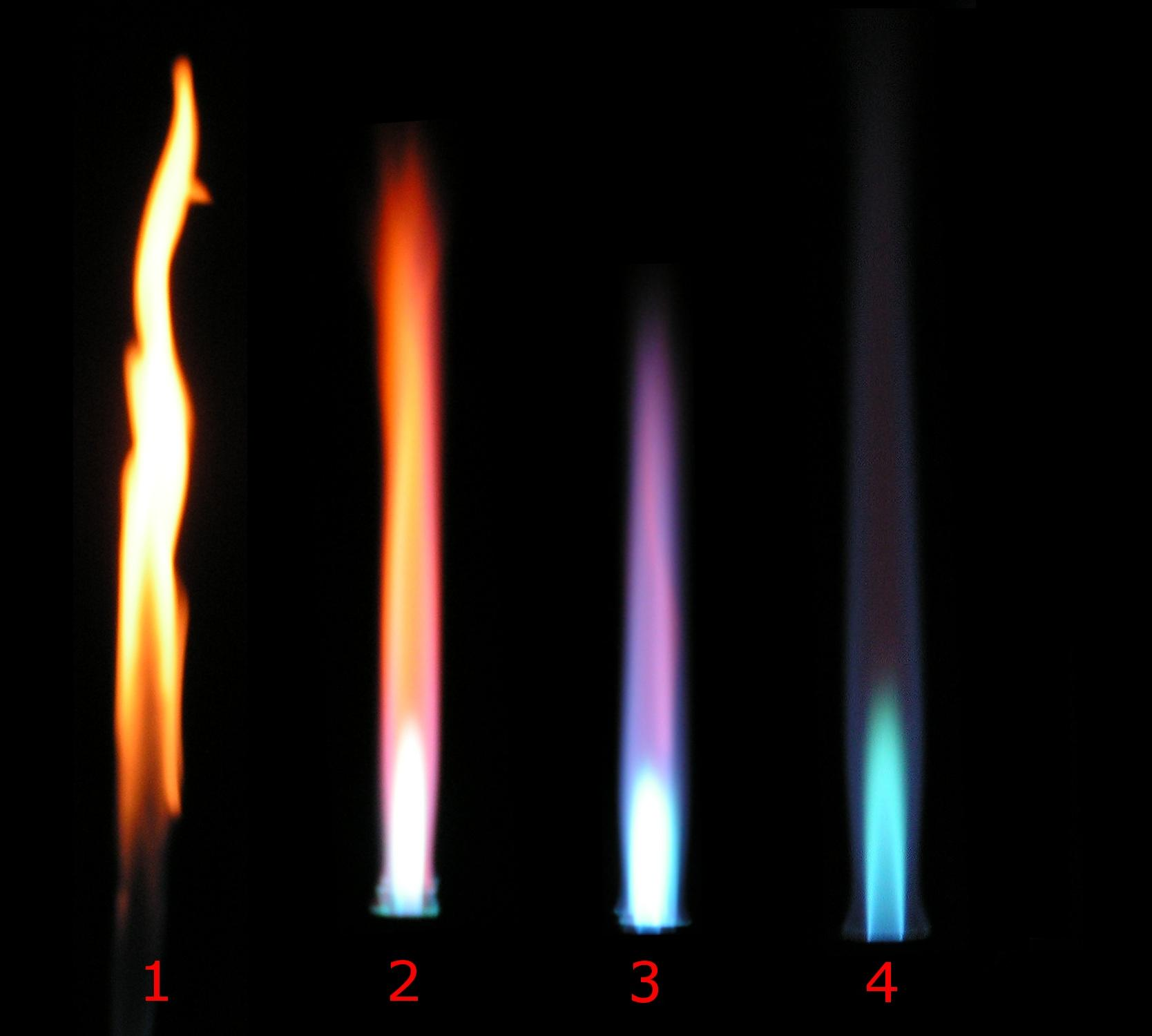
Verschiedene Flammentypen in Abhängigkeit von der Luftmenge, die das Luftventil passiert:
1 Ventil geschlossen (Diffusionsflamme)
2 Ventil zur Hälfte geöffnet
3 Ventil fast vollständig offen
4 Ventil voll geöffnet (Vormischflamme)

Der Laboratoriums-Gasbrenner besteht aus einem etwa 15 cm langen Rohrstück, in dem das Gas nach oben strömt und dabei durch regulierbare Öffnungen nach dem Prinzip einer Strahlpumpe die Verbrennungsluft selbst ansaugt. Durch ein Gitter oder feine Bohrungen am oberen Ende des Brenners wird bei modernen Brennern ein Rückschlag der Flamme in den Brenner verhindert. Der Brenner wird zumeist mit Propan, Butan oder Stadt-/Erdgas betrieben.

Links geöffnete, rechts geschlossene Luftzufuhr.
1. Brennerrohr 2. Luftzufuhr 3. Gasregulierung (Gasregler) 4. Gaszufuhr

Der Brenner steht auf einem schweren Fuß, an dem auch die Brenngaszufuhr angebracht ist. Senkrecht dazu ist eine Röhre angeordnet, die einem kleinen Schlot gleicht. Das Brenngas gelangt durch die Zufuhr an einer Öffnung vorbei, durch die ein Oxidator, in der Regel Luft, angesaugt wird. Die Öffnung ist in ihrer Weite regelbar. Am oberen Ende der Röhre wird das Gas gezündet und verbrannt. Bei geöffneter Luftzufuhr vermischen sich Oxidator und Brenngas bereits innerhalb des Bunsenbrenners. Die Flamme brennt dann als blaue und heiße Vormischflamme. Wenn die Öffnung geschlossen wird, vermischt sich das Brenngas mit dem Oxidator erst am oberen Röhrenausgang und entwickelt geringere Temperatur. Eine solche Diffusionsflamme, auch leuchtende Flamme genannt, ist mit bis zu 900 °C kühler und erscheint gelb. Zwischenformen der Flamme werden als Teilvormischflammen bezeichnet. Die Flammentemperatur kann zwischen 350 und etwa 1000 °C (Teclubrenner 1300 °C) reguliert werden. Die Flamme wird in Kern, Mantel und den fast unsichtbaren Flammensaum unterteilt. Im Kern herrscht eine Temperatur von etwa 250–550 °C, im Mantel bis über 1200 °C und Saum (etwa 900 °C) sind dagegen bedeutend heißer, jedoch weniger gut zu erkennen, da hier das Gas nahezu vollständig verbrennt. Die sich bei einer Vormischflamme und in geringerem Maße auch bei einer Teilvormischflamme ausbildenden Kegel werden nach oxidierender Flamme (außen) und reduzierender Flamme (innen) unterschieden, wobei sich die größten Temperaturen an deren Übergang zeigen.

## Anwendung
Anwendung finden Bunsenbrenner vor allem bei Vorproben der analytischen Chemie, zum Beispiel der Lötrohrprobe, der Borax- oder Phosphorperle und der Flammenfärbung. Ebenfalls kann bei vollständig geöffneter Luftzufuhr dafür gesorgt werden, dass um die Flamme herum eine sterile Umgebung entsteht. Somit ist es möglich, sterile Arbeiten in der Nähe der Flamme durchzuführen, wie z. B. in der Mikrobiologie. Auch in der Molekularen Küche werden Bunsenbrenner zum Erhitzen verschiedener Speisen verwendet. Auch einfachste Glasarbeiten können mit einem Bunsenbrenner durchgeführt werden, beispielsweise das Rundschmelzen von geschnittenen Glasröhrchen und Glasstäben oder das Lösen von Schliffen.